# Missionari di San Carlo
I missionari di San Carlo (in latino Congregatio Missionariorum a S. Carolo) sono un istituto religioso maschile di diritto pontificio: i membri di questa congregazione clericale, detti popolarmente  "scalabriniani", pospongono al loro nome la sigla C.S.

## Storia

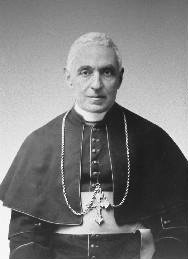
Giovani Battista Scalabrini, fondatore della Congregazione

La congregazione venne fondata a Piacenza dal vescovo Giovanni Battista Scalabrini (1839-1905) con il fine di "mantenere viva nel cuore dei connazionali emigrati la fede cattolica e procurare, quando possibile, il loro benessere morale, civile ed economico" mediante l'invio di missionari. L'iniziativa venne approvata da papa Leone XIII con il breve Libenter agnovimus del 25 novembre 1887 e il 28 novembre successivo i primi due aspiranti, i sacerdoti Giuseppe Molinari di Piacenza e Domenico Montese di Vicenza, emisero i primi voti, dando formalmente inizio all'opera.
La Congregazione de propaganda fide approvò ad experimentum il regolamento dell'istituto il 19 settembre 1888. I missionari di San Carlo si diffusero rapidamente presso le comunità italiane degli Stati Uniti e del Brasile. Nel 1909 i voti religiosi vennero sostituiti con un giuramento di perseveranza, ma vennero reintrodotti l'8 aprile 1934.
Le costituzioni dei missionari di San Carlo vennero approvate il 15 agosto 1948. Nel 1949 la Santa Sede affidò agli Scalabriniani la gestione del pontificio collegio Emigrazione di Roma, destinato alla formazione dei sacerdoti secolari desiderosi di dedicarsi all'assistenza agli emigrati.
Il fondatore è stato beatificato da papa Giovanni Paolo II in piazza San Pietro a Roma il 9 novembre 1997  e canonizzato da papa Francesco il 9 ottobre 2022.

## Nome e carisma
Originariamente l'opera degli scalabriniani era a favore dei migranti italiani al punto che la prima denominazione utilizzata dal fondatore nel 1887 era “associazione di preti italiani, che avessero per iscopo l’assistenza spirituale degli italiani emigrati nelle Americhe”. Il primo regolamento del 1888, li definisce "Congregazione di Missionari per le Colonie italiane specialmente in America" per divenire poi, con la regola del 1895 "Congregazione dei Missionari di S. Carlo per gl’ Italiani emigrati”.
Oggi svolgono opera di assistenza e apostolato a favore dei migranti di ogni origine e nazionalità.
Regole di Vita, 5»

## Diffusione nel mondo
La congregazione è suddivisa in due regioni e tre province: 

### Regione San Giovanni Battista Scalabrini
Competente per Europa e Africa, con missioni presenti in Belgio, Francia, Germania, Italia, Lussemburgo, Portogallo, Regno Unito, Spagna e Svizzera, Uganda e Sudafrica.
In questa regione sono attivi anche con la Fondazione Centro Studi Emigrazione (CSER) a Roma, il Centre d’Information et d’Etudes sur les Migrations Internationales (CIEMI) a Parigi, e lo Scalabrini Institute for Human Mobility in Africa (SIHMA) a Cape Town. A Roma hanno fondato il SIMI Scalabrini International Migration Institute, mentre a Milano ha sede l'Agenzia Scalabriniana per la Cooperazione allo Sviluppo.

### Regione N.S. Madre dei Migranti
Competente per l'America meridionale, con missioni presenti in Argentina, Bolivia, Brasile, Cile, Paraguay, Perù, e Uruguay.

### Provincia San Giovanni Battista
Missioni presenti in Canada, Stati Uniti d'America, Messico, Guatemala ed El Salvador.

### Provincia San Carlo Borromeo
Missioni presenti in Canada, Stati Uniti d'America, Colombia, Ecuador, Haiti, Repubblica Dominicana, Venezuela.

### Provincia Santa Francesca Cabrini
Missioni presenti in Australia, Filippine, Giappone, Indonesia, Taiwan e Vietnam.
Al 31 gennaio 2005, l'istituto contava 234 case e 764 religiosi, 597 dei quali sacerdoti.

## Superiori generali
Il superiore generale dei Missionari di San Carlo è il massima autorità della congregazione di diritto pontificio degli scalabriniani. È eletto con un mandato di 6 anni dal capitolo generale ed è assistito da un consiglio generale costituito da 4 consiglieri (tra cui un vicario generale) e da un procuratore generale.
La prima residenza del superiore generale fu a Piacenza, dove i Missionari di San Carlo erano stati fondati dal vescovo locale San Giovanni Battista Scalabrini. Nel 1910 la sede della casa generalizia fu trasferita a Roma. Il 9 aprile 1910 fu firmata una convenzione con il Prefetto Generale dei Chierici regolari Ministri degli Infermi (camilliani) per l'utilizzo della chiesa di San Giovanni della Malva. Il secondo capitolo generale del 1919, su proposta e iniziativa di Padre Massimo Rinaldi, Economo e Procuratore Generale in carica (poi Vescovo di Rieti dal 1924 al 1941 e oggi Venerabile), decise di costruire un nuovo edificio vicino al colle Gianicolo, in via Calandrelli 11. Attualmente la casa generalizia è a Roma, in via Ulisse Seni 2, sempre in zona via Calandrelli.
Serie cronologica:
1. 1887-1905 Monsignor Giovanni Battista Scalabrini (fondatore)
2. 1905-1919 Padre Domenico Vicentini
3. 1919-1923 Padre Pacifico Chenuil
4. 1924-1928 Cardinale Gaetano De Lai
5. 1928-1930 Cardinale Carlo Perosi
6. 1930-1948 Cardinale Raffaele Carlo Rossi
7. 1948-1951 Cardinale Adeodato Piazza
8. 1951-1957 Padre Francesco Prevedello
9. 1957-1963 Padre Raffaele Larcher
10. 1963-1969 Padre Giulivo Tessarolo
11. 1969-1974 Padre Renato Bolzoni
12. 1974-1980 Padre Giovanni Simonetto
13. 1980-1992 Padre Sisto Caccia
14. 1992-2000 Padre Luigi Valentino Favero
15. 2001-2007 Padre Isaia Birollo
16. 2007-2012 Padre Sergio Olivo Geremia
17. 2012-2018 Padre Alessandro Gazzola
18. 2018-...      Padre Leonir Mario Chiarello